# Río Frío (Llico inferior)
El río Frío es un cauce natural de agua que nace en las estribaciones occidentales de la cordillera de Zarao de la Región de Los Lagos, en el sur de Chile y fluye con dirección general oeste hasta desembocar en la orilla izquierda del cauce inferior del río Llico.

## Trayecto
El río Llico tiene dos afluentes con nombre "río Frío", uno izquierdo en su cuenca inferior y otro derecho en su cuenca superior llamado río Frío (Llico superior).

## Historia
Luis Risopatrón lo describe en su Diccionario Jeográfico de Chile (1924):: 342 
Frio (Rio) 41° 20' 73° 40'. De corto curso, nace en las faldas W de la cordillera de Zarao, corre hacia el W i se vácia en la márjen E del curso inferior del rio Llico. 1, VIII, p. 165; i XIII, carta impresa de Moraleda (1795); i 156.